# Аксу (Аксу-Аюлинский сельский округ)
Аксу (каз. Ақсу) — село в Шетском районе Карагандинской области Казахстана. Входит в состав Аксу-Аюлинского сельского округа. Код КАТО — 356430200.

## Население
В 1999 году население села составляло 248 человек (126 мужчин и 122 женщины). По данным переписи 2009 года, в селе проживало 108 человек (54 мужчины и 54 женщины).